# Jaya Indravarman VI
Pour les articles homonymes, voir Indravarman.
Jaya Indravarman VI roi du Champa de vers 1254 à 1265

## Contexte
Le prince Harideva de Sakan est le fils cadet du roi Jaya Harivarman II, il succède à son frère Jaya Paramesvaravarman II déposé ou tué par les vietnamiens. C'est un souverain: « très pacifique versé dans toutes les branches de la connaissance et dans les philosophies des différentes écoles ». Il est assassiné par son neveu, le fils de sa sœur, Indravarman V,,